# Route magistrale 19 (Serbie)
Pour les articles homonymes, voir M19 et Route 19.
La Route Magistrale 19 (en serbe : Државни пут ІВ реда број 19, Državni put IB reda broj 19 ; Магистрала број 19, Magistrala broj 19) est une route nationale de Serbie qui relie entre elles la ville serbe de Bačka Palanka jusqu’à la frontière serbo-bosniaque.
Cette route nationale traverse seulement la province autonome serbe de Voïvodine.
À ce jour, elle ne comporte aucune section autoroutière (Voie Rapide en 2 x 2 voies).
La seule section qui reste encore à construire est celle entre le village de Erdevik et la ville de Bačka Palanka. Cependant, il existe partiellement une section entre les villages de Vizić et Neštin qui n'est pas considéré à ce jour comme une route magistrale mais plutôt comme une voie communale.